# Pont-du-Casse
Pour les articles homonymes, voir Pont (toponyme).
Pont-du-Casse est une commune du Sud-Ouest de la France, située dans le département de Lot-et-Garonne (région Nouvelle-Aquitaine).
Ses habitants se nomment les Cassipontins et les Cassipontines.

## Géographie

### Localisation
Commune de l'aire d'attraction d'Agen située dans son unité urbaine à 7 km au nord-est d'Agen sur l'ancienne route nationale 656 entre Agen et Saint-Amans-du-Pech.

### Communes limitrophes
Les communes limitrophes sont Bajamont, Bon-Encontre, Agen, Foulayronnes et Sauvagnas.
| Foulayronnes |               | Bajamont  |
|              | Pont-du-Casse | Sauvagnas |
| Agen         | Bon-Encontre  |           |

### Hydrographie
La commune est traversée par  la Masse d'Agen affluent de la Garonne.

### Climat
Pour des articles plus généraux, voir Climat de la Nouvelle-Aquitaine et Climat de Lot-et-Garonne.
Historiquement, la commune est exposée à un climat océanique aquitain. En 2020, Météo-France publie une typologie des climats de la France métropolitaine dans laquelle la commune est exposée à un climat océanique altéré et est dans la région climatique Aquitaine, Gascogne, caractérisée par une pluviométrie abondante au printemps, modérée en automne, un faible ensoleillement au printemps, un été chaud (19,5 °C), des vents faibles, des brouillards fréquents en automne et en hiver et des orages fréquents en été (15 à 20 jours).
Pour la période 1971-2000, la température annuelle moyenne est de 13 °C, avec une amplitude thermique annuelle de 15,4 °C. Le cumul annuel moyen de précipitations est de 819 mm, avec 10,3 jours de précipitations en janvier et 6,6 jours en juillet. Pour la période 1991-2020, la température moyenne annuelle observée sur la station météorologique la plus proche, située sur la commune de Laroque-Timbaut à 8,49 km à vol d'oiseau, est de 14,0 °C et le cumul annuel moyen de précipitations est de 821,7 mm,. Pour l'avenir, les paramètres climatiques de la commune estimés pour 2050 selon différents scénarios d'émission de gaz à effet de serre sont consultables sur un site dédié publié par Météo-France en novembre 2022.

## Urbanisme

### Typologie
Au 1er janvier 2024, Pont-du-Casse est catégorisée ceinture urbaine, selon la nouvelle grille communale de densité à sept niveaux définie par l'Insee en 2022. Elle appartient à l'unité urbaine d'Agen, une agglomération intra-départementale regroupant 16  communes, dont elle est une commune de la banlieue,,. Par ailleurs la commune fait partie de l'aire d'attraction d'Agen, dont elle est une commune de la couronne,. Cette aire, qui regroupe 81 communes, est catégorisée dans les aires de 50 000 à moins de 200 000 habitants,.

### Occupation des sols

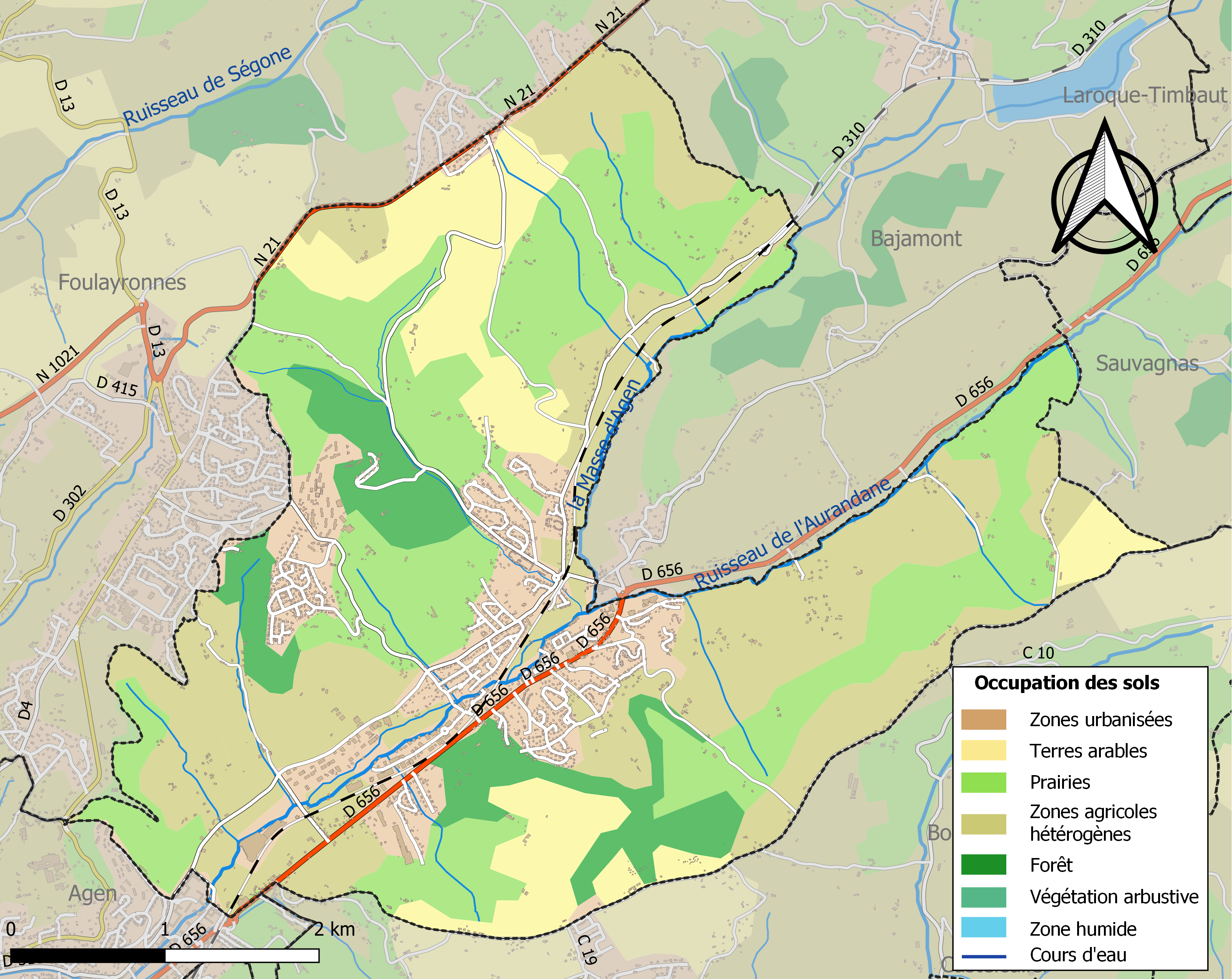
Carte des infrastructures et de l'occupation des sols de la commune en 2018 (CLC).

L'occupation des sols de la commune, telle qu'elle ressort de la base de données européenne d’occupation biophysique des sols Corine Land Cover (CLC), est marquée par l'importance des territoires agricoles (76,9 % en 2018), en diminution par rapport à 1990 (81,2 %). La répartition détaillée en 2018 est la suivante : zones agricoles hétérogènes (33,5 %), prairies (30,9 %), zones urbanisées (14,4 %), terres arables (12,5 %), forêts (8,7 %). L'évolution de l’occupation des sols de la commune et de ses infrastructures peut être observée sur les différentes représentations cartographiques du territoire : la carte de Cassini (XVIIIe siècle), la carte d'état-major (1820-1866) et les cartes ou photos aériennes de l'IGN pour la période actuelle (1950 à aujourd'hui).

### Voies de communication et transports
Accès : 
- par route : ancienne route nationale 656 et les transports en commun d'Agen Keolis Agen ;
- par train via la gare de Pont-du-Casse sur la ligne de Niversac (Périgueux) à Agen ;
- par avion Aéroport Agen-La Garenne.

### Risques majeurs
Le territoire de la commune de Pont-du-Casse est vulnérable à différents aléas naturels : météorologiques (tempête, orage, neige, grand froid, canicule ou sécheresse), inondations, mouvements de terrains et séisme (sismicité très faible). Il est également exposé à trois risques technologiques, le transport de matières dangereuses et  le risque industriel et le risque nucléaire. Un site publié par le BRGM permet d'évaluer simplement et rapidement les risques d'un bien localisé soit par son adresse soit par le numéro de sa parcelle.

#### Risques naturels
Certaines parties du territoire communal sont susceptibles d’être affectées par le risque d’inondation par une crue à débordement lent de cours d'eau, notamment la Masse d'Agen et le Ruisseau de l'Aurandane. La commune a été reconnue en état de catastrophe naturelle au titre des dommages causés par les inondations et coulées de boue survenues en 1982, 1992, 1993, 1999, 2009, 2016, 2017 et 2018,.
Les mouvements de terrains susceptibles de se produire sur la commune sont des affaissements et effondrements liés aux cavités souterraines (hors mines), des glissements de terrain et des tassements différentiels. Afin de mieux appréhender le risque d’affaissement de terrain, un inventaire national permet de localiser les éventuelles cavités souterraines sur la commune.

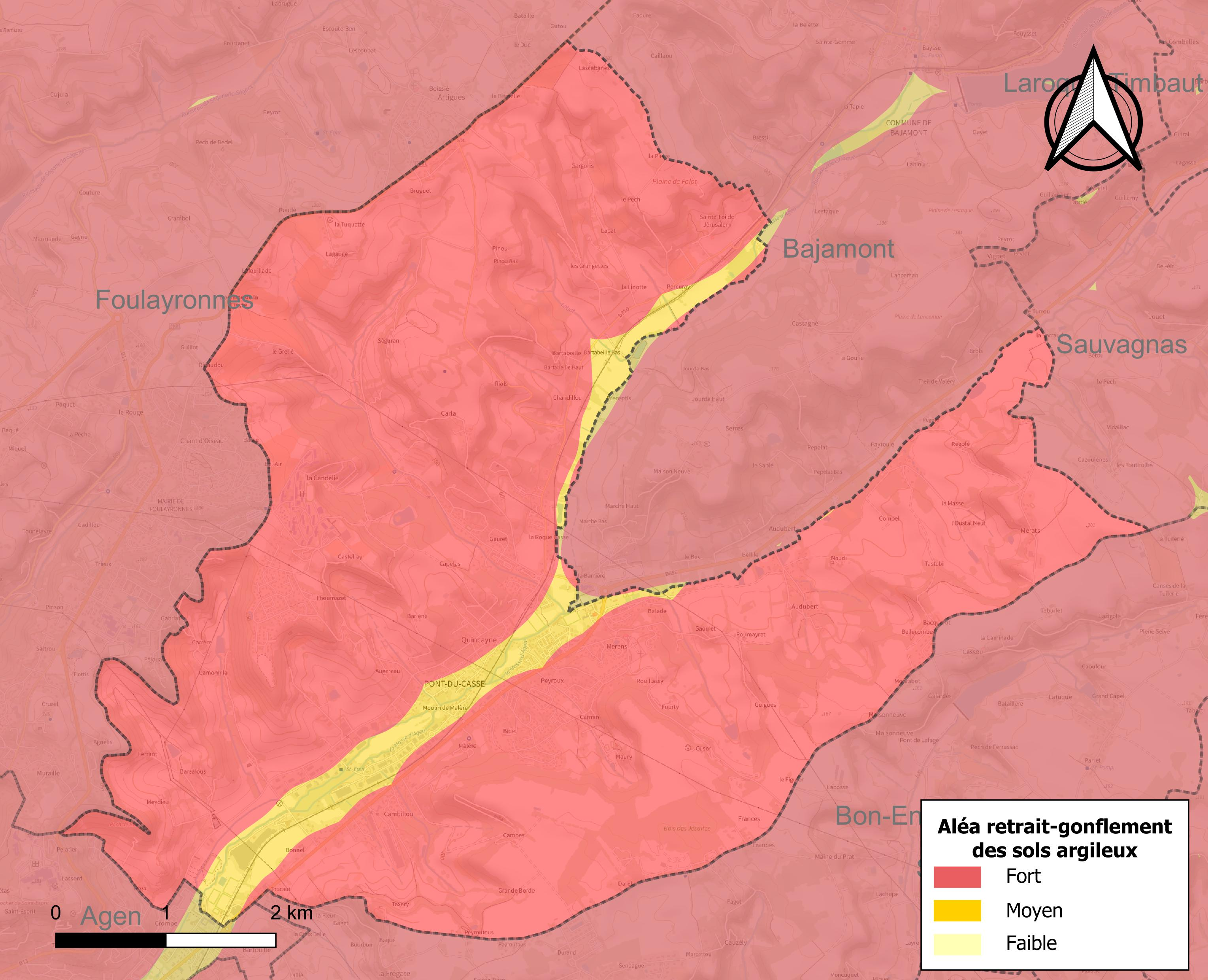
Carte des zones d'aléa retrait-gonflement des sols argileux de Pont-du-Casse.

Le retrait-gonflement des sols argileux est susceptible d'engendrer des dommages importants aux bâtiments en cas d’alternance de périodes de sécheresse et de pluie. La totalité de la commune est en aléa moyen ou fort (91,8 % au niveau départemental et 48,5 % au niveau national). Depuis le 1er octobre 2020, en application de la loi ELAN, différentes contraintes s'imposent aux vendeurs, maîtres d'ouvrages ou constructeurs de biens situés dans une zone classée en aléa moyen ou fort,.
Concernant les mouvements de terrains, la commune a été reconnue en état de catastrophe naturelle au titre des dommages causés par la sécheresse en 1991, 1996, 2002, 2003, 2005, 2009, 2011 et 2017 et par des mouvements de terrain en 2021.

#### Risques technologiques
La commune est exposée au risque industriel du fait de la présence sur son territoire d'une entreprise soumise  à la directive européenne SEVESO, classée seuil haut : De Sangosse (notamment pour le stockage de liquides combustibles, de solides inflammables et de produits de toxicité aiguë).
La commune étant située dans le périmètre du plan particulier d'intervention (PPI) de 20 km autour de la centrale nucléaire de Golfech, elle est exposée au risque nucléaire. En cas d'accident nucléaire, une alerte est donnée par différents médias (sirène, sms, radio, véhicules). Dès l'alerte, les personnes habitant dans le périmètre de 2 km se mettent à l'abri. Les personnes habitant dans le périmètre de 20 km peuvent être amenées, sur ordre du préfet, à évacuer et ingérer des comprimés d’iode stable,,.

## Toponymie
En occitan, casse ou casso signifie chêne. Cela vient de la légende légendaire d'un chêne qui serait tombé sur un pont. Donc Pont-du-casse, qui signifie littéralement "pont près du chêne".

## Histoire
La commune est créée à la Révolution par la réunion de plusieurs paroisses dont Saint-Étienne du Cassou et Saint-Denis du Pont.
Le 10 décembre 1973, la commune de Pont-du-Casse et celle de Bajamont fusionnent. S'ensuivront dix années de contestations, faute de consultation populaire, qui aboutiront à la séparation des deux communes, officiellement actée le 23 novembre 1983.

## Héraldique
| Blason de Pont-du-Casse | Blason  | D'argent à la croix pattée alésée de gueules, chaussé d'azur aux quatre fasces ondées d'argent, au pont alésé d'or maçonné de sable brochant en pointe sur le tout. Devise / Cri« Chêne je suis, chêne je reste, jamais ne plie » |
| Blason de Pont-du-Casse | Détails | Armes parlantes (pont). Officiel, adopté le 29 juin 1993 |

## Politique et administration

### Liste des maires
| Période                                  | Période                       | Identité          | Étiquette         | Qualité |
| ---------------------------------------- | ----------------------------- | ----------------- | ----------------- | --- |
| Les données manquantes sont à compléter. |                               |                   |                   | |
| 1870                                     | 1871                          | Lucien Soubiran   |                   | |
| 1871                                     | 1878                          | Jean Delpech      |                   | |
| 1878                                     | 1892                          | Marc Basset       | Républicain       | Conseiller d'arrondissement (1880 → 1889)                                                                       |
| 1892                                     | 1893                          | Denis Sonèges     |                   | |
| 1893                                     | 1900                          | Jean Berthoumieux |                   | |
| 1900                                     | 1906                          | Jean Bru          |                   | |
| 1906                                     | 1908                          | Augustin Calbis   |                   | |
| 1908                                     | 1939                          | Jean Bru          |                   | |
| 1939                                     | 1944                          | André Gayraud     |                   | |
| 1944                                     | 1955                          | Félix Rivière     |                   | |
| 1955                                     | mars 1965                     | René Brissaud     |                   | |
| mars 1965                                | mars 2014                     | Gilbert Fongaro   | UDF-Rad. puis UMP | Entrepreneur de machines agricoles retraité Conseiller général d'Agen-Nord-Est (1985 → 2011) Sénateur suppléant |
| mars 2014                                | En cours (au 10 février 2022) | Christian Delbrel | SE-DVG            | Journaliste Conseiller départemental d'Agen-1 (2015 → ) Réélu pour le mandat 2020-2026                          |

## Démographie
L'évolution du nombre d'habitants est connue à travers les recensements de la population effectués dans la commune depuis 1800. Pour les communes de moins de 10 000 habitants, une enquête de recensement portant sur toute la population est réalisée tous les cinq ans, les populations de référence des années intermédiaires étant quant à elles estimées par interpolation ou extrapolation. Pour la commune, le premier recensement exhaustif entrant dans le cadre du nouveau dispositif a été réalisé en 2004.

En 2022, la commune comptait 4 192 habitants, en évolution de −1,23 % par rapport à 2016 (Lot-et-Garonne : −0,18 %, France hors Mayotte : +2,11 %).
| 1800  | 1806  | 1821  | 1831  | 1836  | 1841  | 1846  | 1851  | 1856  |
| ----- | ----- | ----- | ----- | ----- | ----- | ----- | ----- | ----- |
| 1 037 | 1 097 | 1 005 | 1 076 | 1 048 | 1 006 | 1 019 | 1 054 | 1 081 |

| 1861 | 1866 | 1872 | 1876 | 1881 | 1886 | 1891 | 1896 | 1901 |
| ---- | ---- | ---- | ---- | ---- | ---- | ---- | ---- | ---- |
| 925  | 939  | 756  | 690  | 702  | 698  | 729  | 724  | 672  |

| 1906 | 1911 | 1921 | 1926 | 1931 | 1936 | 1946 | 1954 | 1962 |
| ---- | ---- | ---- | ---- | ---- | ---- | ---- | ---- | ---- |
| 650  | 617  | 600  | 716  | 703  | 695  | 684  | 696  | 802  |

| 1968  | 1975  | 1982  | 1990  | 1999  | 2004  | 2006  | 2009  | 2014  |
| ----- | ----- | ----- | ----- | ----- | ----- | ----- | ----- | ----- |
| 1 798 | 2 860 | 4 092 | 4 479 | 4 259 | 4 415 | 4 306 | 4 305 | 4 208 |

| 2019  | 2022  | - | - | - | - | - | - | - |
| ----- | ----- | - | - | - | - | - | - | - |
| 4 141 | 4 192 | - | - | - | - | - | - | - |

## Lieux et monuments
- Nombreux monuments anciens dont l'église de Mérens.
- Église Sainte-Foy-de-Jérusalem de Pont-du-Casse. L'édifice a été inscrit au titre des monuments historiques en 1973[35].
- Église Saint-Pierre-ès-Liens de Pont-du-Casse.
- Centre équestre Poney club de Darel.
- Jardin botanique.
- Le chêne tricentenaire.

## Personnalités liées à la commune
- Jean-Antoine Villemin.
- Philippe de Gunzbourg

## Activités et loisirs

### Sports
Le sport est très développé sur la commune malgré une population relativement restreinte. En effet, on ne note pas moins de 17 associations sportives sur la commune, en allant des classiques football, rugby, basket, tennis pour aller jusqu'à des sports plus originaux tels que le billard, le jazz-moderne, la mouche ou bien encore le Vovinam Viet Vo Dao.

#### Rugby
Le Club Ovalie Pont du Casse ou COP XV Rugby est le club de rugby à XV emblématique de la commune évoluant en Fédérale 3. Le club joue sur le terrain du stade de Régadous également utilisé pour le Football Club Porte d'Aquitaine (FCPA). Il est constitué d'une école de Rugby allant des Baby Rugby aux Masculin (moins de 16 ans).

#### Football
La vie sportive locale est en partie liée à celle de son club de football, le FCPA (Football Club Porte d’Aquitaine ), l'un des plus prestigieux du département. On n'y dénombre pas moins de 14 équipes de jeunes, toutes catégories confondues des U6 aux U18, à ceci s'ajoutent deux équipes de seniors et une équipe féminine.

#### Tennis
Le COP Tennis est né en 1978 de la passion d’une poignée de Cassipontins et de la volonté de la municipalité. Le club connaît une forte progression du nombre d’adhérents ces dernières années, poussant la municipalité à développer ses infrastructures. La construction d'un troisième court extérieur a vu le jour en 2008.
Le COP Tennis est composé de 4 courts :
- une salle intérieure entièrement réservée à la pratique du tennis qui est depuis longtemps la meilleure du Lot-et-Garonne
- 3 courts extérieurs, dont le dernier inauguré en 2008 et un refait à neuf en 2011.

### Enseignement
Pont-du-Casse fait partie de l'académie de Bordeaux.

### Santé
- Hôpital psychiatrique de la Candélie.

Ouvert en décembre 1965 en remplacement de l'ancien hôpital psychiatrique de Pulet qui était situé à Agen sur le site actuel de Pompeyrie. L'établissement, intitulé Centre hospitalier départemental de La Candélie, a développé de 1965 à ce jour, l'ensemble de la psychiatrie publique de secteur, pour adultes et enfants, en Lot-et-Garonne, en installant progressivement, hors les murs de l'établissement, des antennes de psychiatrie (Centres Médico-Psychologiques, Hôpitaux de jour, Centres d'Accueil Thérapeutique à Temps Partiel, Équipes de secteur ambulatoire, Équipes mobiles, dans les principaux centres urbains du département (Agen, Villeneuve-sur-Lot, Marmande, Nérac, Fumel, Tonneins, principalement).

### Culture
À Pont-du-Casse se trouve la confrérie du béret, détentrice du plus grand béret du monde (9 m de circonférence) réalisé par l'entreprise Blanq-Olibet (Nay, 64) et homologué par le Guinness des records en 1998. Cette confrérie a pour mission de conserver les coutumes et les traditions de la Gascogne dont le béret et la bonne chère sont le symbole. En 2004, ce record fut battu par un berger basque, Iker Valibus, avec un nouveau record de 12 m de circonférence.

## Galerie

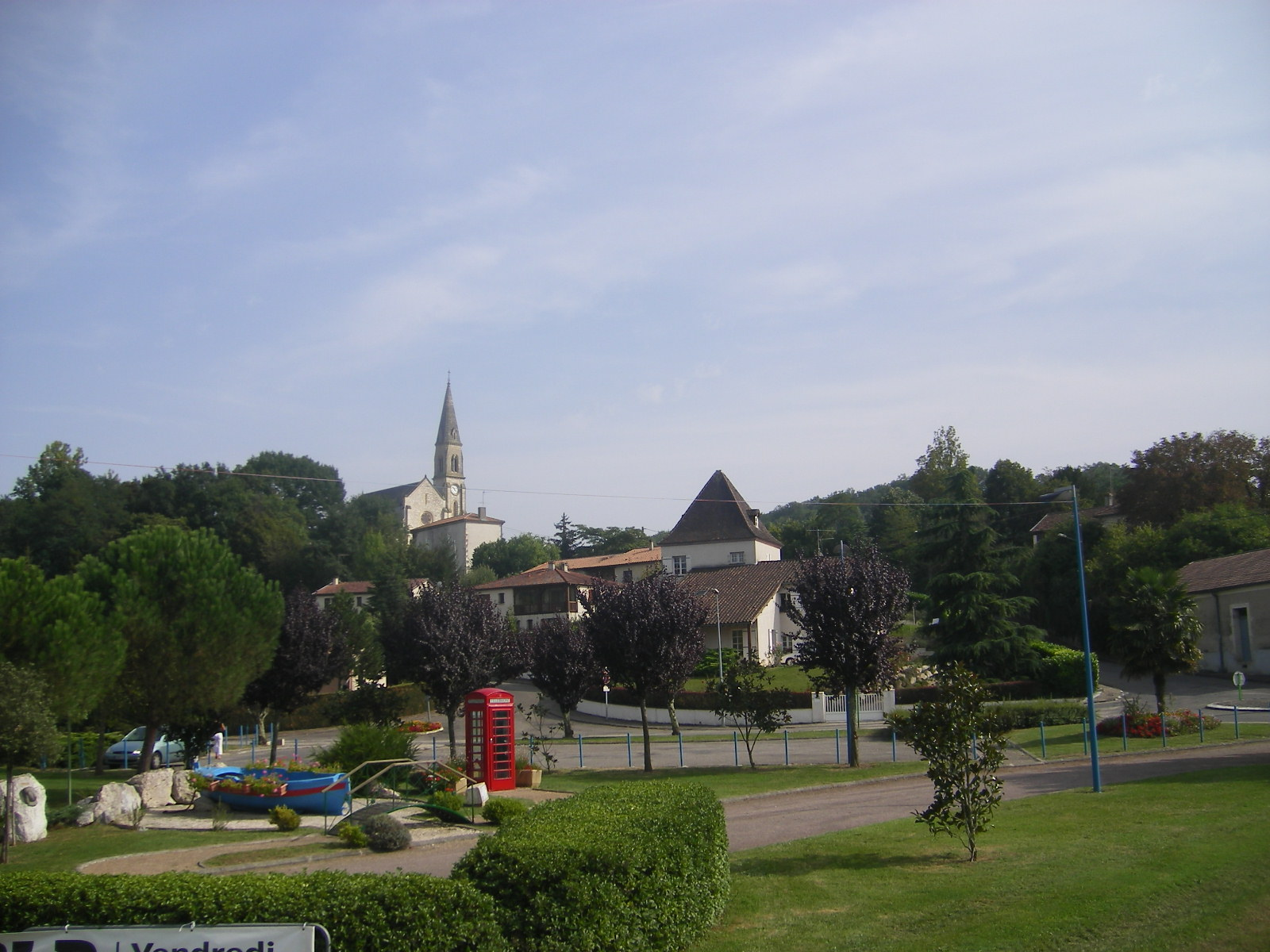
Le village.

### Jumelages
- Talla (Italie) depuis 1988
- Llançà (Espagne) depuis 1975
- Tenbury Wells (Angleterre)